# Рейес Пеньяранда, Луис
Луи́с Ре́йес Пеньяра́нда (исп. Luis Reyes Peñaranda, 5 июня 1911 — дата смерти неизвестна, Боливия) — боливийский футболист, защитник, участник чемпионата мира 1930 года.

## Карьера

### Клубная
Луис Рейес Пеньяранда играл за клуб «Университарио» (Ла-Пас).

### В сборной
Был в заявке сборной на чемпионат мира 1930 года, однако на поле не выходил. Не участвовал и в других матчах сборной.